# 高村武人
高村 武人（たかむら たけと、1920年（大正9年）4月12日 - 1998年（平成10年）10月18日）は、日本の陸軍軍人、実業家。山口県柳井市生まれ。
小林よしのりの「新・ゴーマニズム宣言SPECIAL 戦争論」（1998年初版）でその生い立ち、戦歴が紹介された。

## 生涯
1935年（昭和10年）4月1日、 東京陸軍幼年学校 第39期生として入学。第3学年在学中の1937年（昭和12年）、日中戦争（支那事変）が勃発し、繰上げで11月19日に卒業。同年12月1日に陸軍予科士官学校へ入学した。1940年（昭和40年）9月、陸軍士官学校 第54期卒業。
陸士卒業と同時に久留米第56師団(竜兵団)に所属し南方パラオに動員後、各地を転戦。その後、陸軍野戦砲兵学校に赴任、内地で終戦を迎える。
終戦後はイースタンモータース役員を経て、イースタン興業社長に就任している 。終戦時の階級は陸軍大尉。
1972年（昭和47年）の第33回衆議院議員総選挙で、佐藤栄作や岸信介と同じ山口2区から無所属で出馬し、3万8000票余りを獲得したが落選した。
1996年、朝まで生テレビに出演。